# Programme Sigilar

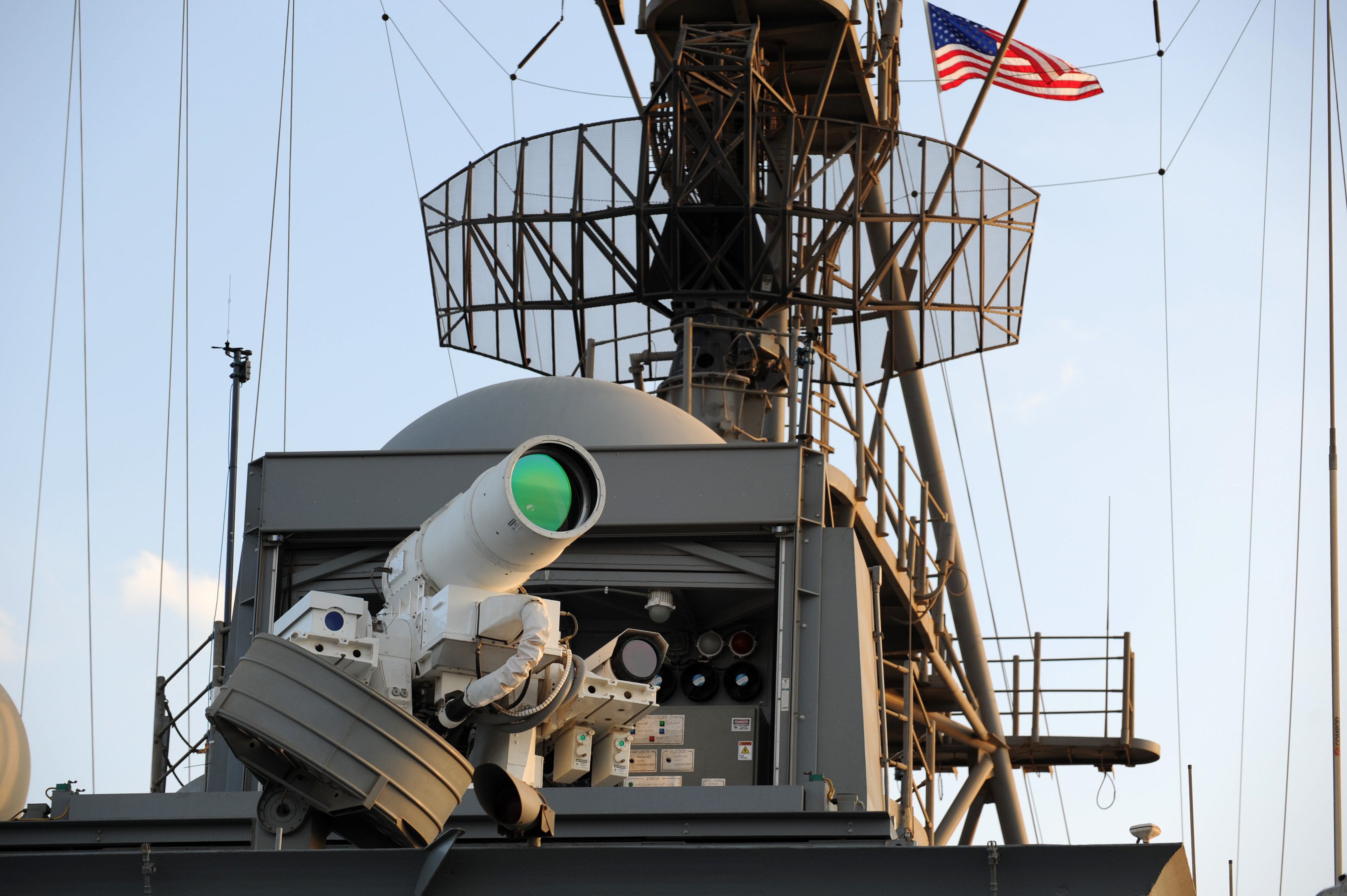
Photographie du Laser Weapon System sur l', semblable au Programme Sigilar.

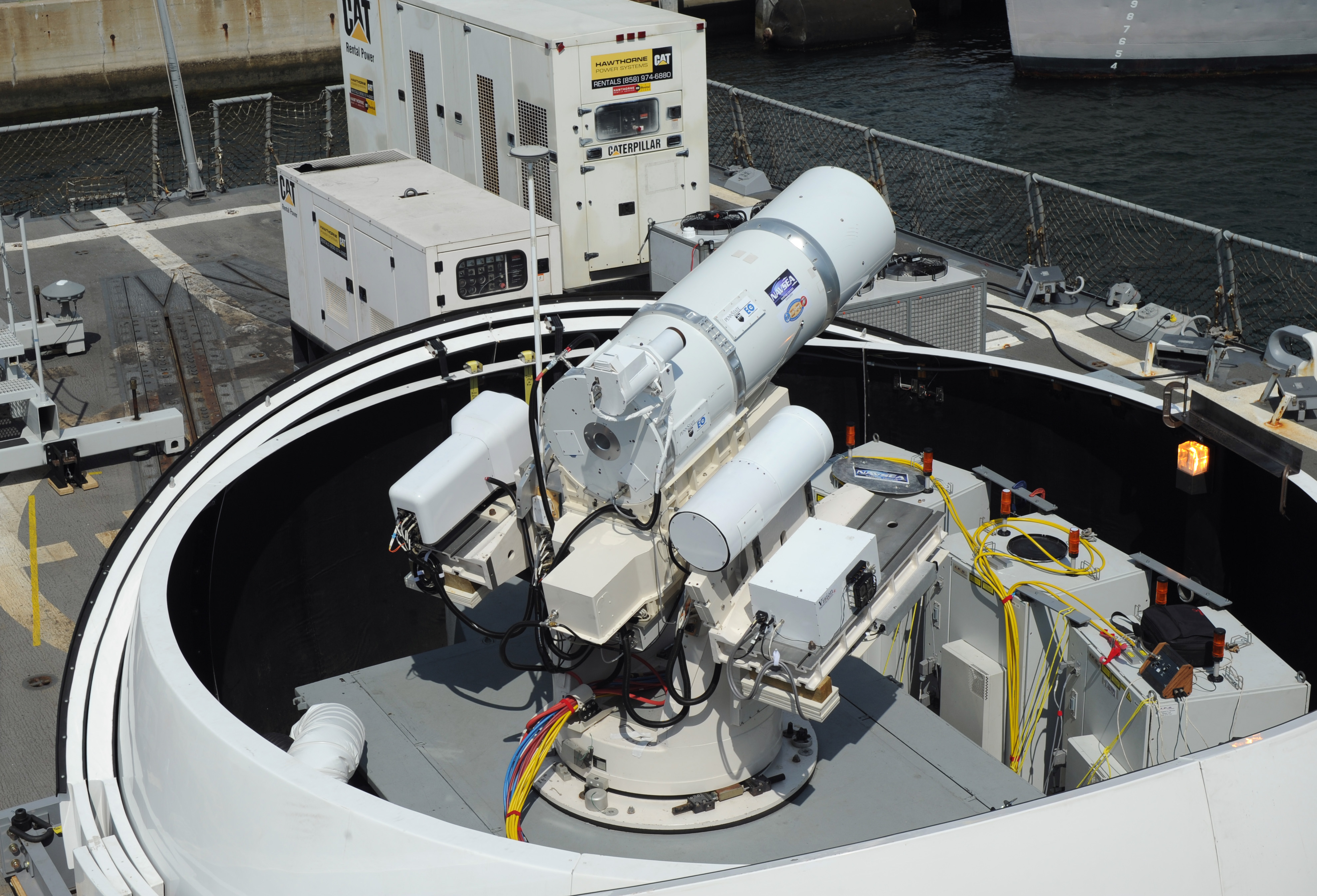
Deuxième vue du Laser Weapon System

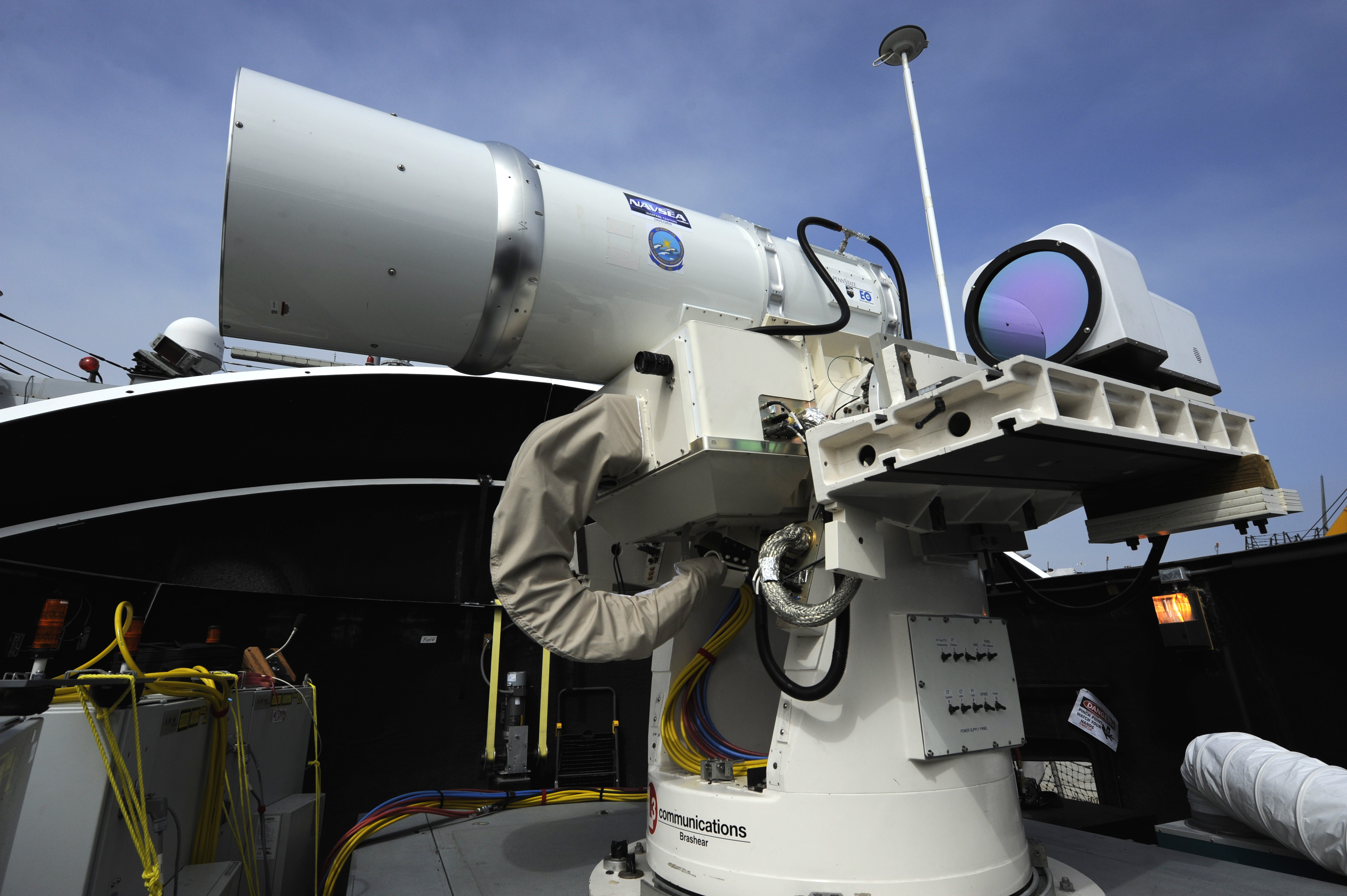
Troisième vue du Laser Weapon System

Le Programme SIGILAR (Sistema Guiado de Láser Pulsado para Ámbito Militar, "Système guidé de laser pulsé pour usage militaire") est un programme visant à développer une arme à énergie dirigée développée par l'Espagne pour ses frégates de l'Armada espagnole de la Classe F-110 semblable au Laser Weapon System. L'arme en elle-même porte la dénomination, depuis 2023, de Demostrador Instrumental de Arma Láser (DIAL).

## Histoire
Le projet est lancé en 2018 par la Centre de laser pulsé de Salamanque.
Dès 2020, le parti politique Vox réclame l'incorporation de ce type d'arme dans l'armée espagnole.
Fin 2023, le consortium UTE Indra-Escribano DIAL reçoit son premier contrat de l'état espagnol de 10,9 millions d'euros.

## Description
L'arme, déployée en mer, est capable d’abattre notamment les drones de surveillance pour un coût très faible. Il pourra également détruire les mines marines.
De fin 2019 à fin 2021, le rayon de l'arme est porté à une puissance de 15 kW. Il n'est pas visible par l'homme. L'un de ses défauts est un manque de précision et l'influence négative de la météorologie.
Dès 2022, il atteint la puissance de 40 kW.
Dès sa version finale arrêtée, il devra être contenu et protégé dans un conteneur approprié.
Il devra être prêt pour 2028, quand la première frégate sera livrée à l'Armada.

## Evolution
Initialement désigné pour intercepter des drones, il pourra par la suite également intercepter des missiles anti-navire, grâce à la réserve de production électrique du bateau capable de faire monter en puissance le laser.

## Projets similaires
- La république populaire de Chine dispose d'une arme similaire[9].
- Oerlikon high-energy laser gun[8].